# Holes (canción)
«Holes» es una canción del cantautor británico Passenger. Fue lanzado el 15 de febrero de 2013 como el tercer sencillo de su álbum All the Little Lights. La canción con la música y letra fueron escritas y producidas por Passenger y Chris Vallejo. Inicialmente alcanzó posiciones importantes en los Países Bajos y más tarde en una serie de listados, incluyendo el top 20 de las listas de Australia e Irlanda.

## Rendimiento en listas
| Lista (2013)                                | Mejor posición |
| ------------------------------------------- | -------------- |
| Australia (ARIA)                            | 20             |
| Austria (Ö3 Austria Top 40)                 | 23             |
| Bélgica (Flandes) (Ultratip Bubbling Under) | 12             |
| Alemania (Media Control AG)                 | 48             |
| Irlanda (IRMA)                              | 18             |
| Países Bajos (Dutch Top 40)                 | 34             |
| Países Bajos (Mega Single Top 100)          | 56             |
| Eslovaquia (Rádio Top 100)                  | 76             |
| Suiza (Schweizer Hitparade)                 | 71             |
| Reino Unido (UK Singles Chart)              | 92             |